# 田中萬一
田中 萬一（たなか まんいち/まんいつ、1899年6月4日 - 1973年6月18日）は、長崎県大村市出身の日本の検察官、弁護士。

## 来歴・人物
1919年、徴兵により久留米師団入営。そのためもあって修学が同年齢より5年ばかり遅れて中央大学専門部法科に入学。1928年、中大専門部法科を卒業してすぐに高等文官試験司法科に合格し、司法省入省。検事任官。一期上の検事に「三羽ガラス」と称されていた、井本臺吉、柳川真文、馬場義続らがいたこともあって、傍流の会社関係の詐欺や横領事犯担当の「経済検事」として目立つことも無かった。
戦後の草創期、東京地検の初代隠退蔵事件捜査部長心得兼任渉外部長（当時 のち初代東京地検特捜部長 1947年11月10日-1948年1月5日）に就任。さらに馬場義続東京地検検事正の女房役として、同次席検事に就任。岸本義広が部長時代に手掛けた首なし事件にメドを付けたのを手始めに、同次席検事時代に、特捜部長に山本清二郎、主任検事に河井信太郎ら要職の中大出身者と共に、造船疑獄や保全経済会事件と立続けに起きた会社関係の経済事件に関わる事となり、会社関係の事件に精通していた田中らも日の目を見ることとなった。
のち、最高検察庁総務部長を経て、1959年1月31日、法務研修所次長、1960年4月23日、横浜地検検事正、同年9月20日、最高検刑事部長に就任し、1962年6月、同職にて退官。同年7月、弁護士となった。